# Mozzanella
Mozzanella è una frazione del comune italiano di Castiglione di Garfagnana, nella provincia di Lucca, in Toscana.

## Geografia fisica
Il paese è posto sulla riva destra del torrente Corfino ad un'altezza di 430 metri s.l.m..

## Storia
Le prime notizie del borgo risalgono al secolo XIII (1256), dove, come ricavasi dagli atti dell'Archivio arcivescovile di Lucca, era sede di un Eremo di frati agostiniani, con un certo frate Michele priore heremitorii de Mozanello; il romitorio sarà poi citato come ecclesia S. Salvatoris de Mozanello nell'Estimo della Diocesi del 1260. Agli inizi del secolo XV l'eremo e la chiesa risultavano in rovina ed il paese completamente disabitato, probabilmente per guerre ed epidemie che frequentemente si verificavano in quei tempi. Nello stesso secolo (primi anni del Quattrocento) si ha notizia della ricostruzione della chiesa di San Salvatore ad opera di un certo Matheo de Vinarito, emiliano della Diocesi di Reggio Emilia ed abitante a Villa Collemandina. 

## Monumenti e luoghi d'interesse

### Chiesa del Santissimo Salvatore

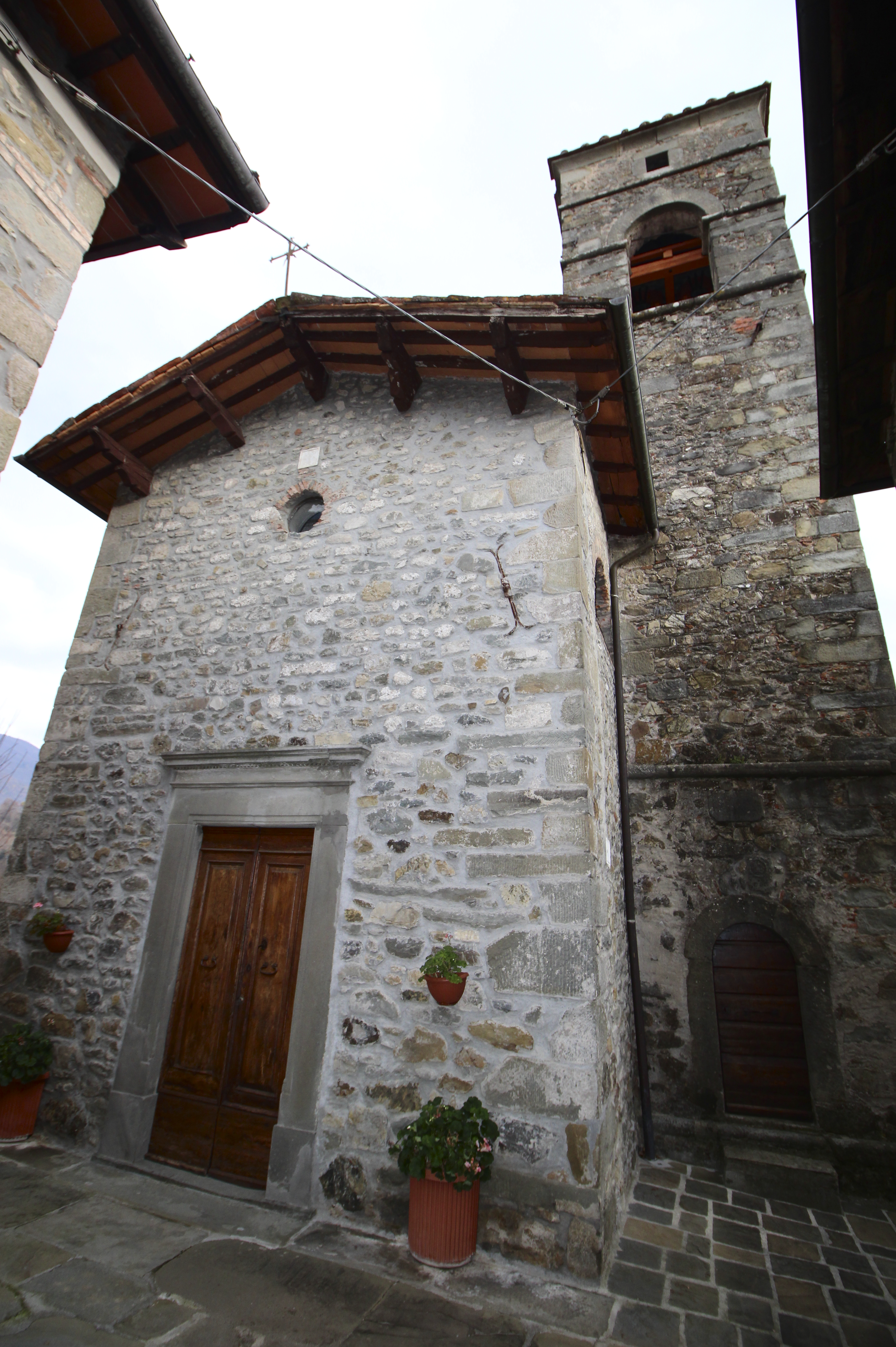
La chiesa di San Salvatore

La chiesa risalente ad epoca medievale, ha subito nel corso dei secoli successivi rifacimenti. Di piccole dimensioni (m.13.35 x 4.40) ha una pianta a croce latina e possiede tutti gli elementi tipici (coro, pulpito, altare maggiore e due altari laterali, fonte battesimale, confessionale, altarini, sacrestie, via crucis) che contraddistinguono chiese più grandi. Il patrono è il Santissimo Salvatore, la cui festa ricorre il 9 novembre, ma il vero patrono morale è San Rocco celebrato il 16 di agosto con una tradizionale processione per le vie del paese.

### Le "maestaine"
Mozzanella conserva due "maestaine" risalenti al XVIII secolo: la prima raffigurante la Madonna del Buon Consiglio e l'altra San Rocco con san Giuseppe, la Madonna delle Grazie e la Madonna Immacolata.

## Società

### Tradizioni e folclore
Ogni 16 agosto si tiene a Mozzanella la festa di San Rocco, che culmina con la processione della statua del santo per le vie del paese. In occasione della festa vengono preparati dei piccoli panini, sui quali viene impresso il timbro con la dicitura SRC (abbreviazione di San Rocco), da benedire e distribuire ai fedeli durante la giornata della festa. I panini di San Rocco appartengono alla tradizione dei pani rituali, ad essi sono attribuite funzioni protettive e proprietà taumaturgiche.
Altre feste religiose celebrate nella frazione sono la festa della Madonna del Buon Consiglio, a fine maggio presso l'omonima "maestaina", e la festa patronale del Santissimo Salvatore ogni 9 novembre.